# Benjamin (film, 2019)
Pour les articles homonymes, voir Benjamin.
Pour plus de détails, voir Fiche technique et Distribution.
Benjamin est un film américain réalisée par Bob Saget, sorti en 2019.

## Fiche technique
- Titre original : Benjamin
- Réalisation : Bob Saget
- Scénario :
- Musique :
- Production :
- Société de production :
- Société de distribution :
- Pays d'origine :  États-Unis
- Langue originale : anglais
- Format : couleur
- Durée : 85 minutes
- Genre : Comédie noire
- Date de sortie :
  - États-Unis : 2019

## Distribution
- Bob Saget : Ed
- Rob Corddry : Dr Ed
- Mary Lynn Rajskub : Jeanette
- Cheri Oteri : Clarice